# Poecilonota fraseri
Poecilonota fraseri är en skalbaggsart som beskrevs av Chamberlin 1922. Poecilonota fraseri ingår i släktet Poecilonota och familjen praktbaggar. Inga underarter finns listade i Catalogue of Life.